# 자오즈민
자오즈민(焦志敏, Jiao Zhimin), 1963년 12월 4일~)은 중국계 대한민국의 전직 탁구 선수 출신으로, 선수 시절 중화인민공화국 여자 탁구 대표팀의 일원으로 활약했다.

## 생애
1987년 세계탁구선수권대회 단체전 금메달리스트이자 1988년 하계 올림픽 복식 은메달리스트·단식 동메달리스트이다. 1989년 당시 미수교국인 대한민국의 탁구선수 안재형과 스웨덴에서 결혼식을 올렸으며, 이는 한중 탁구인 사이의 첫 혼인으로 기록되었다. 당시 대한민국 국적법에 의하여 혼인과 함께 대한민국 국적을 취득하였다. 슬하에 골프선수인 아들 안병훈이 하나 있으며, 미국 플로리다주와 중국 베이징을 왕래하고 있다.
1996년 KBS 드라마 《며느리 삼국지》, 2002년 MBC 드라마 《링링》에 출연해 연기자로 데뷔했으며, 현재 취안톈퉁(全天通) 유한공사의 대표이사를 역임 중이다. 2013년 6월 30일 현재 모바일 콘텐츠 서비스 업체 '옴니텔 차이나'의 대표이다.